# Willy Birgel
Willy Birgel (Keulen, 19 september 1891 - Dübendorf, 29 december 1973) was een Duitse acteur.

## Jeugd en opleiding
Willy Birgel was de zoon van een voor de Keulse Dom werkzame goudsmid. Als oudste van zes kinderen zou hij de firma van zijn vader overnemen. Naar zijn eigen zeggen was hij onder de indruk van de mystiek van het katholicisme. Hij was onder de indruk van het renaissance-drama Mona Vanna van Maurice Maeterlinck en besloot om acteur te worden. Door de weerstand van zijn vader lukte dit niet direct en bezocht hij vervolgens de kunstvakscholen in Keulen en Düsseldorf. 

## Carrière

### Als toneelacteur
In de periode 1912 – 1913 werd Birgel toneelleerling bij het theater van Keulen. In 1913 – 1914 nam hij als toneelvrijwilliger deel bij het Stadttheater Bonn. Zijn volgende stopplaatsen waren het Kristallpalast in Dessau (1914), wederom het Stadttheater in Bonn, Keulen (1915) en Koblenz (1916). De Eerste Wereldoorlog beëindigde hij als officier en voerde hem in 1915 – 1918 naar Servië en Frankrijk. Hij zette zijn carrière voort bij het theater in Aken (1919 tot 1924), ten laatste onder Francesco Sioli, waarmee hij in 1924 wisselde naar het Nationaltheater Mannheim, waar hij tot 1934 grote successen boekte met rollen als Faust en Mephistopheles in Faust I van Goethe, Franz Moor in Die Räuber van Friedrich von Schiller en de titelfiguren in Hamlet en Richard III van William Shakespeare.

### Als filmacteur
Toen Birgel op 43-jarige leeftijd een bijrol kreeg in de film Ein Mann will nach Deutschland, was het niet te overzien, dat hij zich tot een vrouwen- en publiekslieveling zou ontwikkelen. Nadat hij in films meer obscure karakters vertolkte, werd in 1937 zijn capaciteit als charmante seigneur ontdekt. Voor de achtergrond van de filmbetrokkenheden verhuisde Birgel naar Berlin-Schmargendorf. Zijn eerste hoofdrol kreeg hij in de film Woronzeff. Hij speelde in amusementsfilms samen met Zarah Leander, Gustaf Gründgens en Heinrich George, maar ook in propagandafilms van het naziregime, waaronder Unternehmen Michael (1937), Feinde (1940) en Kameraden (1941). Daardoor werd hij in 1937 door rijkspropagandaminister Joseph Goebbels tot staatsacteur benoemd.
In 1941 speelde Birgel een ritmeester in de film … Reitet für Deutschland, die door de deelname aan de Grote Prijs van Europa na de Duitse nederlaag na de Eerste Wereldoorlog, de Duitse eer weer herstelde. De film kreeg van de toenmalige filmkeuringsdienst het predicaat 'staatspolitisch besonders wertvol'. Vanwege zijn rol in deze film en andere propagandafilms werd hem door de geallieerden na de Tweede Wereldoorlog een tijdelijk verbod tot optreden opgelegd. In 1947 speelde hij in de film Zwischen gestern und morgen. In de jaren 1950 was hij een van de bekendste filmacteurs. Birgels rollentypen veranderden in die van de rijpe heer, de charmeur van de oude school en ook die van een vaderfiguur.
Na een mislukte poging als regisseur in 1955 oriënteerde Birgel zich opnieuw als toneelacteur. Hij behoorde in 1961 tot het ensemble van de première van het drama Andorra van Max Fritsch bij het Schauspielhaus Zürich in de rol van dokter. In de vroege jaren 1960 werkte Birgel voor de televisie. Zijn laatste bioscoopfilm dateert uit 1965, als ouder wordende jachtauteur in Schonzeit für Füchse van Peter Schamoni.

## Privéleven en overlijden
Birgel was tweemaal getrouwd. Hij overleed op 29 december 1973 op 81-jarige leeftijd aan de gevolgen van een hartinfarct en werd bijgezet op het Melaten-kerkhof in zijn geboorteplaats Keulen in het stadsdeel Lindenthal.

## Onderscheidingen
- 1949: Schiller–plaquette van de stad Mannheim
- 1960: Bambi
- 1964: Goldenes Filmband
- 1966: Bundesfilmpreis: Goldenes Filmband voor jarenlang en voortreffelijk werk in de Duitse film
- 1972: Grillparzer-Ring van de stad Wenen

## Filmografie
- 1934: Ein Mann will nach Deutschland
- 1934: Fürst Woronzeff
- 1935: Barcarole
- 1935: Das Mädchen Johanna
- 1935: Einer zuviel an Bord
- 1935: Schwarze Rosen
- 1936: Schlußakkord
- 1936: Verräter
- 1936: Ritt in die Freiheit
- 1937: Menschen ohne Vaterland
- 1937: Unternehmen Michael
- 1937: Fanny Elssler
- 1937: Zu neuen Ufern
- 1938: Verklungene Melodie
- 1938: Geheimzeichen LB 17
- 1938: Der Fall Deruga
- 1938: Der Blaufuchs
- 1939: Hotel Sacher
- 1939: Der Gouverneur
- 1939: Maria Ilona
- 1939: Kongo-Expreß
- 1940: Feinde
- 1940: Das Herz der Königin
- 1941: …reitet für Deutschland
- 1941: Kameraden

- 1942: Der dunkle Tag
- 1942: Diesel
- 1943: Du gehörst zu mir
- 1944: Der Majoratsherr
- 1944: Mit meinen Augen / Im Tempel der Venus
- 1944: Ich brauche Dich
- 1944: Musik in Salzburg
- 1945: Die Brüder Noltenius
- 1947: Zwischen gestern und morgen
- 1950: Vom Teufel gejagt
- 1951: Das ewige Spiel
- 1951: Wenn die Abendglocken läuten
- 1952: Mein Herz darfst Du nicht fragen
- 1952: Heidi
- 1953: Der Kaplan von San Lorenzo
- 1953: Sterne über Colombo
- 1954: Die Gefangene des Maharadscha
- 1954: Konsul Strotthoff
- 1954: Rittmeister Wronski
- 1955: Ein Mann vergißt die Liebe
- 1955: Heidi und Peter
- 1955: Die Toteninsel
- 1955: Rosenmontag (ook regie)
- 1956: Rosen für Bettina
- 1956: Johannisnacht

- 1956: Ein Herz kehrt heim
- 1956: Zwischen Zeit und Ewigkeit
- 1956: Die Heilige und ihr Narr
- 1957: Familie Schölermann (tv-serie)
- 1957: Frauenarzt Dr. Bertram
- 1958: Liebe kann wie Gift sein
- 1958: Le belissime gambe di Sabrina
- 1958: Der Priester und das Mädchen
- 1959: Geliebte Bestie
- 1959: Arzt aus Leidenschaft
- 1959: Wenn die Glocken hell erklingen
- 1961: Frau Cheneys Ende
- 1962: Romanze in Venedig
- 1964: Ein Sarg aus Hongkong
- 1964: Andorra
- 1966: Agent 505 – Todesfalle Beirut
- 1966: Schonzeit für Füchse
- 1967: Der Kreidegarten (tv-film)
- 1968: Der Meteor (tv-film)
- 1968: Sommersprossen
- 1969: Die Fee (tv-film)
- 1969: Sind wir das nicht alle? (tv-film)
- 1971: Professor Sound und die Pille (tv-film)
- 1971: Glückspilze (tv-film)

- Bibliothèque nationale de France: cb14659828j (data)
- Gemeinsame Normdatei: 116189754
- Historisch woordenboek van Zwitserland: 009443
- International Standard Name Identifier: 0000 0000 8111 7489
- Library of Congress Control Number: n80056034
- MusicBrainz: d2860dc1-0ac1-46aa-a8b2-3c5907063a76
- Nationale Bibliotheek van Israël: 987007424727705171
- Nederlandse Thesaurus van Auteursnamen: 141966904
- SNAC: w6jh7tk5
- Système universitaire de documentation: 14736227X
- Theaterlexikon der Schweiz: Willy_Birgel
- Virtual International Authority File: 32258656
- WorldCat: E39PBJmDhCXMwqkxDbX8kDt7pP